# Bodo Illgner
Bodo Illgner (Koblenz, 7 de abril de 1967) é um ex-futebolista alemão que atuava como goleiro.
Considerado um dos melhores durante sua época, obteve grande destaque durante os cinco anos que permaneceu no Real Madrid, principal clube espanhol da época. Mais jovem goleiro titular a ganhar a Copa do Mundo da FIFA ate hoje, ele foi também o primeiro goleiro a não sofrer gols numa final de Copa do Mundo da FIFA, na edição de 1990.

## Carreira
Sua trajetória no futebol se iniciou com apenas seis anos de idade, no inexpressivo Hardtberg. Permaneceu na equipe durante os dez anos seguintes, quando acabou se transferindo para o tradicional Colônia. Porém, inicialmente nas categorias de base do clube, Illgner estreou profissionalmente num momento difícil: em 22 de fevereiro de 1986, contra o Bayern de Munique, os Geißböcke, que estavam perdendo o jogo por 2–1, viram o lendário e polêmico Harald Schumacher ser expulso, após cometer pênalti. Foi necessário, então, colocar em campo o goleiro, na época com apenas 18 anos. Porém, não foi suficiente, tendo Lothar Matthäus convertido o pênalti e sacramentando a derrota.
No ano seguinte, o titular Schumacher acabou dispensado do Colônia logo após o lançamento de sua polêmica autobiografia, “Anpfiff”, onde trazia que 90% dos jogadores da Bundesliga atuavam dopados. Sua temporada de estreia como titular impressionou, tendo Franz Beckenbauer, treinador da Alemanha na época, o convocado para uma partida contra a Dinamarca. A temporada 1988/89 marcou a ascensão definitiva de Illgner, que foi um dos pilares da campanha que levou o Colônia ao vice-campeonato da Bundesliga.
Continuando com seu ótimo momento na seleção, principalmente, após a conquista da Copa de 1990, Illgner continuava a ver o Colônia falhar nas decisões: fora novamente vice na temporada 1989/1990 da Bundesliga, além de ficar novomente com o "gostinho" amargo do vice-campeonato na temporada seguinte, com a derrota na final da Copa da Alemanha. Mesmo com os sucessivos vices com o Colônia, Illgner recebia em 1991 o prêmio de melhor goleiro europeu da UEFA e, no ano seguinte simplesmente o quarto prêmio consecutivo de melhor goleiro da Alemanha.
Iniciou a Bundesliga na temporada 1996/97, disputando as quatro primeiras partidas, porém Illgner receberia uma proposta irrecusável do Real Madrid, a pedido de Fabio Capello, aceita logo em seguida. Logo na primeira temporada na equipe madridista, o primeiro sucesso em clubes, com o título espanhol da temporada 1996/97. 1997/98, então, seria melhor ainda para o goleiro: apesar de alguns períodos de irregularidade, aliada a uma lesão sofrida nas primeiras rodadas, e chegou inclusive a perder a titularidade para Santiago Cañizares; entretanto, Illgner se recuperou e foi o titular nas conquistas da Liga dos Campeões da UEFA e da Copa Intercontinental.
Na temporada 1999/2000, Illgner renovou seu contrato por mais 3 temporadas, permanecendo titular incontestável dos Merengues. Porém, o goleiro sofreu uma grave contusão no ombro, que mudou seu destino. Ao invés de Cañizares, Iker Casillas, com apenas 18 anos de idade, passou a ser o novo guarda-metas titular do Real Madrid. Recuperado, Illgner não retomou novamente a posição.. O goleiro disputaria outras 7 partidas durante a temporada 2000/01 (5 pelo Campeonato Espanhol, uma pela Copa do Rei e outra pela Liga dos Campeões) até encerrar a carreira, aos 34 anos.

### Seleção Alemã
Sua temporada de estreia como titular do Colônia impressionou tanto que Franz Beckenbauer, treinador da Alemanha Ocidental na época, o convocou para uma partida contra a Dinamarca, disputado em 23 de setembro de 1987, como o arqueiro titular na partida. A partida terminou com vitória germânica pelo placar mínimo e, com isso, o jovem goleiro teve garantida sua vaga como reserva de Eike Immel na Eurocopa de 1988, após sua ótima apresentação de estreia. Viu, do banco de reservas, a eliminação alemã para a futura campeã Holanda.
Embora Immel mostrasse boas atuações no gol, a subida vertiginosa de Illgner fez com que ele optasse pela aposentadoria da Nationalelf ainda em 1988. Alheio a isto, Illgner, aos 22 anos, também assumiria a titularidade absoluta da seleção. Na posição de titular, vivera grande momento na carreira quando conquistou a Copa de 1990. Nas semifinais contra a Inglaterra, foi um dos responsáveis pela classificação à final, quando defendeu o pênalti de Stuart Pearce. Na final, onde a Alemanha encontrava novamente a Argentina, que saiu vitoriosa na final da Copa anterior, Illgner foi perfeito, se tornando o primeiro arqueiro a não sofrer gols em finais de Copa do Mundo. Tornou-se também o goleiro mais novo de sempre a conquistar o título de campeão mundial de futebol.
Sendo a grande potência do futebol na época, a Alemanha chegou como franco favorita ao título da Eurocopa de 1992, mas acabou sendo derrotada para a surpreendente Dinamarca, tendo sofrido dois tentos na final. A Alemanha, mesmo tendo terminado com o vice-campeonato na Eurocopa dois anos antes, chegava a Copa de 1994 como uma das grandes favoritas. Porém, com problemas internos (o goleiro chegou inclusive a criticar publicamente o técnico Berti Vogts), a Alemanha acabou sendo eliminada nas quartas de final para a surpreendente Bulgária. Essa foi a última partida de Bodo com a camisa da seleção.

## Títulos
Real Madrid
- Campeonato Espanhol: 1996–97 e 2000–01
- Supercopa da Espanha: 1997
- Liga dos Campeões da UEFA: 1997–98 e 1999–00
- Copa Intercontinental: 1998

Seleção Alemã Sub-16
- Campeonato Europeu Sub-16: 1984

Seleção Alemã
- Copa do Mundo FIFA: 1990

### Prêmios individuais
- Goleiro Alemão do Ano: 1989, 1990, 1991 e 1992
- Goleiro Europeu do Ano: 1991